# Luther Standing Bear
Ne doit pas être confondu avec Standing Bear.
 (décembre 2021).
Luther Standing Bear est un chef amérindien des Sioux oglalas né en 1863 ou 1868 et mort le 19 février 1939. Également écrivain, éducateur et acteur, il est au début du XXe siècle l'un des défenseurs de la culture sioux les plus connus.

## Filmographie
- 1916 : Ramona de Donald Crisp
- 1919 : Bolshevism on Trial de Harley Knoles
- 1921 : White Oak de Lambert Hillyer
- 1930 : The Santa Fe Trail d'Otto Brower
- 1931 : The Conquering Horde d'Edward Sloman
- 1932 : Texas Pioneers (en) de Harry L. Fraser
- 1934 : Massacre d'Alan Crosland
- 1934 : Laughing Boy de W. S. Van Dyke
- 1934 : Le Mystère du rapide (en) de Harry Beaumont
- 1935 : Cyclone of the Saddle (en) d'Elmer Clifton
- 1935 : Le Cavalier miracle de B. Reeves Eason et Armand Schaefer
- 1935 : The Circle of Death de J. Frank Glendon
- 1935 : Fighting Pioneers (en) de Harry L. Fraser